# Ryparken
 Der er for få eller ingen kildehenvisninger i denne artikel, hvilket er et problem. Du kan hjælpe ved at angive troværdige kilder til de påstande, som fremføres i artiklen.

Ryparken er dels et kvarter på Østerbro i København på grænsen til Hellerup, dels navnet på den primære gade gennem kvarteret. Området indeholder flere skoler, et idrætsanlæg, et supermarked, en skov og meget andet. Den har også sin egen S-banestation, Ryparken Station.

## Gaden
Gaden Ryparken er ca. 500 meter lang og strækker sig fra krydset mellem Emdrupvej/Helsingørmotorvejen i vest og Rymarksvej i øst. Adgangsstierne til boligbebyggelsen har siden 1933 heddet Ryparken. Selve gaden nordvest for bebyggelsen hed oprindeligt Ole Nielsens Vej, opkaldt efter en lokal gårdejer fra 1800-tallet. I 1970 indgik den i Rymarksvej for siden i 1989 at blive en del af Ryparken i stedet for. Adgangsstierne er ensrettet i to retninger. Det højeste gadenummer er 216. Numrene er – på grund af det indviklede gadeforløb med de mange ens navne – vanskelige at hitte rundt i.

## Bebyggelsen
Ryparken er også navnet på hele bebyggelsen, der ligger nord og syd for selve gaden, og på S-togsstationen i nærheden. S-togsstationen er opført i 1934 som Lyngbyvej Station, men skiftede i 1972 navn til Ryparken Station.
Bebyggelsen er fra 1934. Den er af gule mursten med hvide altaner og kraftigt rødmalede døre og vinduer. Der er græsplæner mellem med træer, bænke og legepladser. Nogle af træerne er ældre end Ryparken. I de første årtier efter opførelsen blev området beboet af tidens kulturradikale mellemlag, bl.a. aborttilhængeren Jonathan Leunbach. Af denne grund kaldes området for ”Sexualparken”. Udtrykket er benyttet af Hans Scherfig i "Idealister".
I 1950’erne boede her primært arbejdere, hvoraf de fleste kom fra den bedrestillede del af arbejderklassen og laverestående funktionærer: Fx politibetjente, cigarsortererer, skræddermestre, lagerchefer, sporvognsfunktionærer og maskinreperatører.
Bortset fra et par butikker, et bestyrelseskontor, en kiosk, en VVS-installatør og en hypnotisør ud mod Lyngbyvej er der i dag kun beboelse i tre og fire etager. „Skolen i Ryparken” ligger i nr. 81.
Der lå tidligere et idrætsanlæg med bl.a. boldbaner og en midlertidig skøjtehal ved Ryparken. Med vedtagelsen af anlæggelsen af Nordhavnsvej, der forbinder Lyngbyvejen med Kalkbrænderihavnsgade, er store dele af friluftsarealerne imidlertid inddraget.
Dele af filmen Udenfor kærligheden er optaget i Ryparken.

## Skoler
- Ryparken Lille Skole.
- Karoline Skolen.
- Bjørns International School.
- Ryparken Skole.